# Gerling-Preis

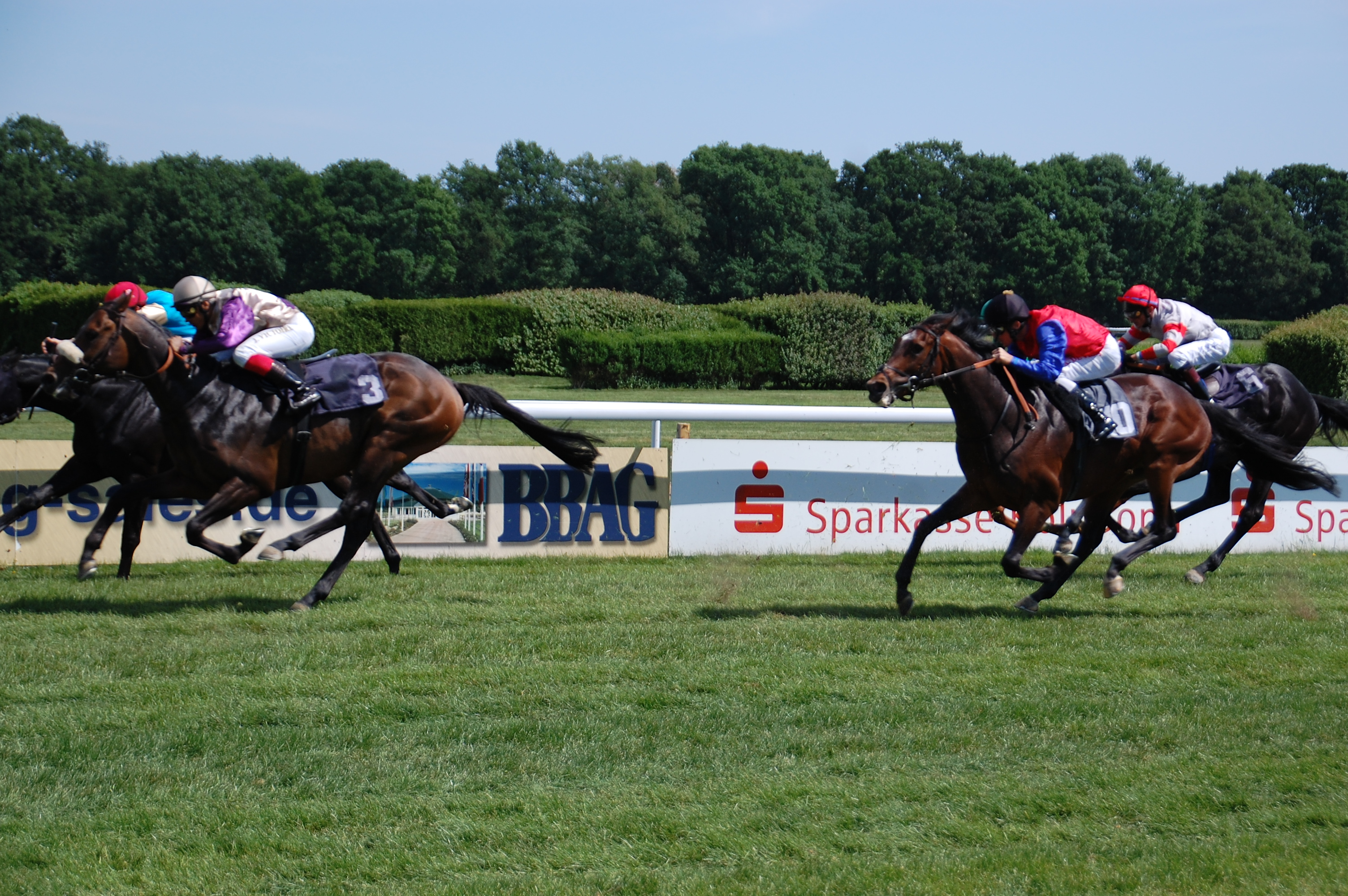
76. Gerling-Preis 2011

Der Gerling-Preis ist ein deutsches Galopprennen für vierjährige und ältere Rennpferde. Es wird auf der Galopprennbahn Köln-Weidenpesch über die Distanz von 2.400 Meter ausgetragen und findet jedes Jahr Ende April oder Anfang Mai statt.

## Geschichte
Das Rennen wurde 1921 gegründet und ursprünglich Preis von Birlinghoven genannt. Die Distanz wurde während der Anfangsjahre häufig modifiziert. Seinen jetzigen Namen bekam die Veranstaltung 1934 als Robert Gerling, Gründer des Versicherungsunternehmens Gerling, Sponsor und damit Namensgeber des Flachrennens wurde.
Die jetzige Distanz des Gerling-Preises über 2.400 Meter wird seit 1969 geritten. Es hatte von 1972 bis 1974 und wieder zwischen 1984 und 1988 den Status eines Gruppe-III-Rennens. 1989 stieg es zu einem Gruppe-II-Rennen auf. Es ist zurzeit das älteste durchgehend von einem Sponsor unterstützte Pferderennen in Deutschland.
Ab 2019 heißt das Rennen Carl Jaspers-Preis.

## Rekorde
Erfolgreichste Pferde (2 Siege):
- Niederländer – 1951, 1952
- Lombard – 1971, 1972
- Orofino – 1982, 1983
- Acatenango – 1986, 1987
- Monsun – 1994, 1995

Erfolgreichster Jockey (6 Siege):
- Johannes Starosta – Organdy (1941), Witterung (1956), Waidmann (1963), Spielhahn (1964), Wiesenklee (1965), Tajo (1969)

Erfolgreichster Trainer (12 Siege):
- Heinz Jentzsch – Basalt (1970), Lombard (1971, 1972), Sebastiano (1974), Ebano (1978), Aschanti (1979), Abary (1984), Acatenango (1986, 1987), Monsun (1994, 1995), Laroche (1996)

Schnellstes Rennen (über 2.400 Meter):
- Oriental Eagle mit Jockey Lucas Delozier in 2:24,05 (2018, neuer Bahnrekord)

## Sieger seit 1970
| Jahr | Sieger           | Alter | Jockey                | Trainer              | Zeit    |
| ---- | ---------------- | ----- | --------------------- | -------------------- | ------- |
| 1970 | Basalt           | 4     | Fritz Drechsler       | Heinz Jentzsch       | 2:44.20 |
| 1971 | Lombard          | 4     | Horst Horwart         | Heinz Jentzsch       | 2:31.40 |
| 1972 | Lombard          | 5     | Fritz Drechsler       | Heinz Jentzsch       | 2:30.90 |
| 1973 | Caracol          | 4     | Harro Remmert         | Sven von Mitzlaff    | 2:31.90 |
| 1974 | Sebastiano       | 4     | Ralf Suerland         | Heinz Jentzsch       | 2:31.80 |
| 1975 | Lord Udo         | 4     | Edward Hide           | Theo Grieper         | 2:32.80 |
| 1976 | My Brief         | 7     | Manfred Kosman        | Theo Grieper         | 2:30.50 |
| 1977 | Windwurf         | 5     | Geoff Lewis           | Heinz Gummelt        | 2:36.20 |
| 1978 | Ebano            | 5     | Ralf Suerland         | Heinz Jentzsch       | 2:34.60 |
| 1979 | Aschanti         | 4     | Joan Pall             | Heinz Jentzsch       | 2:37.60 |
| 1980 | Nebos            | 4     | Lutz Mäder            | Hein Bollow          | 2:34.60 |
| 1981 | Wauthi           | 4     | Peter Remmert         | Theo Grieper         | 2:36.00 |
| 1982 | Orofino          | 4     | Peter Alafi           | Sven von Mitzlaff    | 2:29.10 |
| 1983 | Orofino          | 5     | Peter Alafi           | Sven von Mitzlaff    | 2:39.80 |
| 1984 | Abary            | 4     | Georg Bocskai         | Heinz Jentzsch       | 2:36.60 |
| 1985 | Ordos            | 5     | Peter Alafi           | Sven von Mitzlaff    | 2:31.70 |
| 1986 | Acatenango       | 4     | Georg Bocskai         | Heinz Jentzsch       | 2:34.40 |
| 1987 | Acatenango       | 5     | Georg Bocskai         | Heinz Jentzsch       | 2:29.30 |
| 1988 | Wildvogel        | 5     | Georg Bocskai         | Wido Neuroth         | 2:28.11 |
| 1989 | Luigi            | 4     | Billy Newnes          | Uwe Ostmann          | 2:35.76 |
| 1990 | Mondrian         | 4     | Kevin Woodburn        | Uwe Stoltefuss       | 2:27.65 |
| 1991 | Taishan          | 5     | Dragan Ilic           | Raimund Prinzinger   | 2:35.66 |
| 1992 | Lomitas          | 4     | Andreas Boschert      | Andreas Wöhler       | 2:34.73 |
| 1993 | Protektor        | 4     | Terence Hellier       | Andreas Löwe         | 2:31.45 |
| 1994 | Monsun           | 4     | Andrzej Tylicki       | Heinz Jentzsch       | 2:34.11 |
| 1995 | Monsun           | 5     | Peter Schiergen       | Heinz Jentzsch       | 2:32.20 |
| 1996 | Laroche          | 5     | Lennart Hammer-Hansen | Heinz Jentzsch       | 2:29.88 |
| 1997 | Wurftaube        | 4     | Kevin Woodburn        | Harro Remmert        | 2:28.64 |
| 1998 | Ferrari          | 4     | Andreas Suborics      | Peter Lautner        | 2:36.28 |
| 1999 | Tiger Hill       | 4     | Andreas Suborics      | Peter Schiergen      | 2:26.57 |
| 2000 | Catella          | 4     | Terence Hellier       | Peter Schiergen      | 2:30.33 |
| 2001 | Subiaco          | 4     | Frankie Dettori       | Andreas Schütz       | 2:39.25 |
| 2002 | Well Made        | 5     | Lennart Hammer-Hansen | Hans-Albert Blume    | 2:36.48 |
| 2003 | Aolus            | 4     | Andrasch Starke       | Andreas Schütz       | 2:27.58 |
| 2004 | Olaso            | 5     | Andrasch Starke       | Pavel Vovcenko       | 2:30.89 |
| 2005 | Collier Hill     | 7     | Dean McKeown          | Alan Swinbank        | 2:34.29 |
| 2006 | All Spirit       | 4     | Eduardo Pedroza       | Norbert Sauer        | 2:37.50 |
| 2007 | Saddex           | 4     | Eduardo Pedroza       | Peter Rau            | 2:30.57 |
| 2008 | Oriental Tiger   | 5     | Terence Hellier       | Uwe Ostmann          | 2:26.44 |
| 2009 | Kamsin           | 4     | Andrasch Starke       | Peter Schiergen      | 2:31.18 |
| 2010 | Eye of the Tiger | 5     | Terence Hellier       | Jens Hirschberger    | 2:31.95 |
| 2011 | Scalo            | 4     | Frankie Dettori       | Andreas Wöhler       | 2:29.22 |
| 2012 | Atempo           | 4     | Adrie de Vries        | Jens Hirschberger    | 2:30.9  |
| 2013 | Girolamo         | 4     | Andrasch Starke       | Peter Schiergen      | 2:32.7  |
| 2014 | Ivanhowe         | 4     | Adrie de Vries        | Jean-Pierre Carvalho | 2:30.0  |
| 2015 | Guardini         | 4     | Filip Minarik         | Jean-Pierre Carvalho | 2:28.5  |
| 2016 | Ito              | 5     | Filip Minarik         | Jean-Pierre Carvalho | 2:25.33 |
| 2017 | Dschingis Secret | 4     | Adrie de Vries        | Markus Klug          | 2:29,47 |
| 2018 | Oriental Eagle   | 4     | Lucas Delozier        | Jens Hirschberger    | 2:24,05 |
| 2019 | French King      | 4     | Olivier Peslier       | Henri Alex Pantall   | 2:31,62 |

## Frühere Gewinner
- 1921: Liebhaber
- 1922: Meergeist
- 1923: Puella
- 1924: Hausfreund
- 1925: Salzig
- 1926: Kabristan
- 1927: Freigeist
- 1928: Meteor
- 1929: Truchsess
- 1930–33: kein Rennen
- 1934: Airolo
- 1935: Athanasius
- 1936: Elanus
- 1937: Burgunder
- 1938: Walzerkönig

- 1939: Panheros
- 1940: Graf Alten
- 1941: Organdy
- 1942: Lockfalke
- 1943: Coroner
- 1944: Patrizier
- 1945–46: kein Rennen
- 1947: Oberst
- 1948: Angeber
- 1949: Aubergine
- 1950: Astral
- 1951: Niederländer
- 1952: Niederländer
- 1953: Salut
- 1954: Baal

- 1955: Mio
- 1956: Witterung
- 1957: Windfang
- 1958: Utrillo
- 1959: Sommerblume
- 1960: Adlon
- 1961: Alarich
- 1962: Amboss
- 1963: Waidmann
- 1964: Spielhahn
- 1965: Wiesenklee
- 1966: Marinus
- 1967: Goldbube
- 1968: Ilix
- 1969: Tajo